# Saint-Amand-le-Petit
Saint-Amand-le-Petit ist eine Gemeinde in Frankreich. Sie gehört zur Region Nouvelle-Aquitaine, zum Département Haute-Vienne, zum Arrondissement Limoges und zum Kanton Eymoutiers. Sie grenzt im Norden an Peyrat-le-Château, im Osten an Beaumont-du-Lac, im Südosten an Nedde, im Südwesten an Eymoutiers und im Westen an Augne.
Die Route nationale 140 führt über Saint-Amand-le-Petit. Das Gemeindegebiet ist Teil des Regionalen Naturparks Millevaches en Limousin.

## Bevölkerungsentwicklung
| Jahr      | 1962 | 1968 | 1975 | 1982 | 1990 | 1999 | 2008 | 2013 |
| --------- | ---- | ---- | ---- | ---- | ---- | ---- | ---- | ---- |
| Einwohner | 280  | 250  | 206  | 167  | 150  | 126  | 110  | 102  |

## Sehenswürdigkeiten
- Kirche Saint-Amand, aus dem 13. Jahrhundert, Monument historique

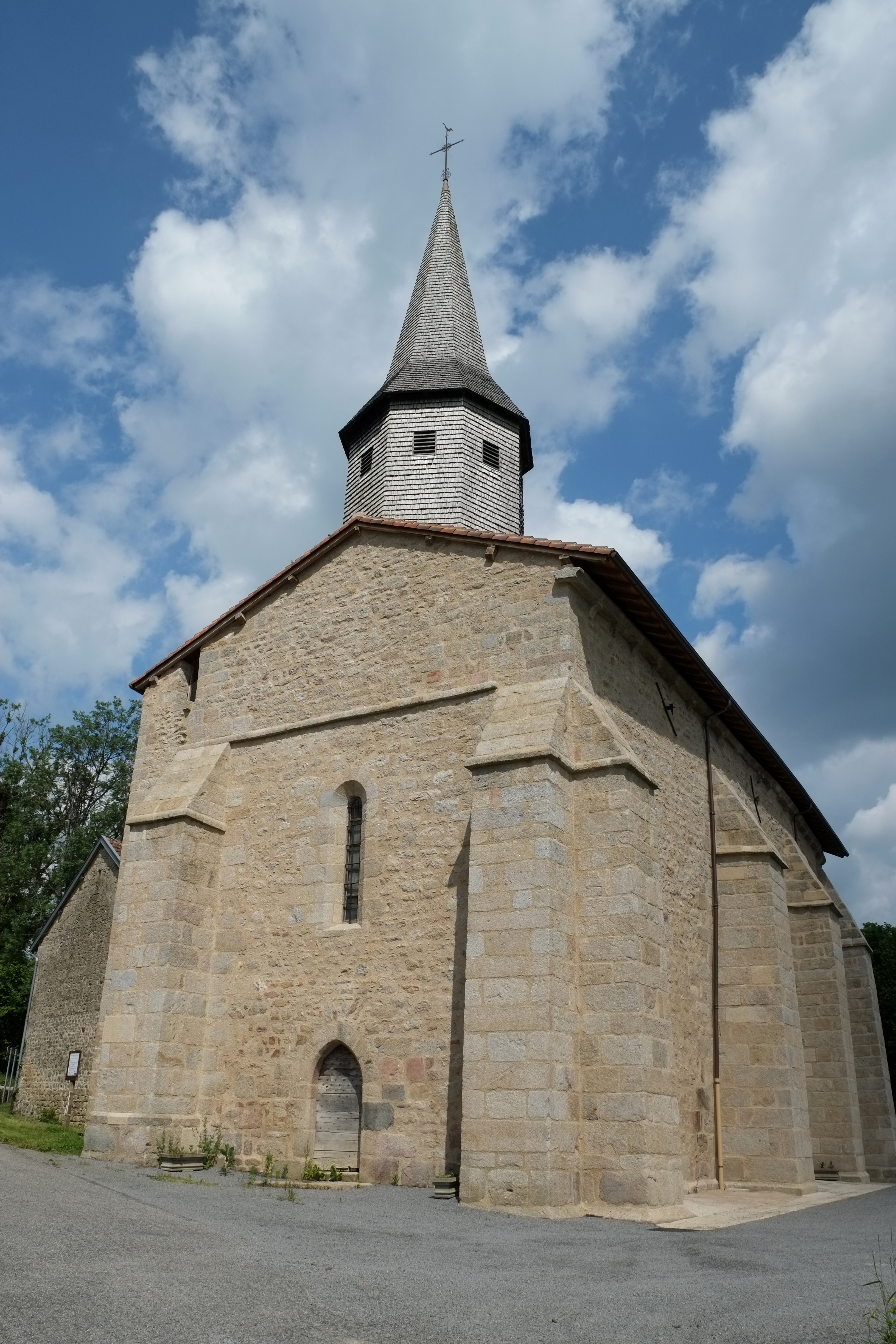
Kirche Saint-Amand